# مزار پیر الیاس
مزار پیر شجاع‌الدین الیاس یا مقبره پیرلر بالا، مقبره‌ای است که در پارک پیرلر در جنوب مسجد چله‌خانه در شهر آماسیه در ترکیه واقع شده است. این بنا در سال ۱۴۸۶ توسط احمدبیگ گوموشلوزاده به یاد شیخ پیر شجاع‌الدین الیاس ساخته شد.
در داخل مقبره، مزار داماد پیر الیاس، پیر جلال‌الدین عبدالرحمن، نوه او، پیر حیدرالدین خضر چلبی و خانواده آنها قرار دارد. این بنا در زمین‌لرزه سال ۱۸۹۵ ویران و آسیب دید، اما دوباره بازسازی شد و به شکل امروزی خود درآمد.
فضای داخلی مقبره که دارای طرح مستطیل است، با طاق‌های جناغی که بر روی پایه‌های دیوارهای شمالی و جنوبی قرار گرفته‌اند، به سه بخش تقسیم شده است. این بخش‌ها با گنبد پوشیده شده‌اند. قسمت غربی با محرابی که در دیوار قبله تعبیه شده، به عنوان مسجد استفاده می‌شود. مقبره از سنگ تراشیده ساخته شده و از پنجره‌های قوسی جلوی آن نور می‌گیرد. در ورودی کتیبه‌های مرمت‌شده مربوط به دوره عبدالحمید دوم و کتیبه اصلی معماری مقبره وجود دارد.
بوستان پیرلر در دامنه کوه و مشرف به شهر آماسیه قرار دارد و علاوه بر مقبره پیر شجاع‌الدین الیاس، مقبره پیر یعقوب چلبی و منظره‌های زیبا، فضای سبز و امکانات رفاهی نیز دارد.
مسجد چله‌خانه در قرن ۱۳ ساخته شده و به دلیل چله‌نشینی عرفا در آن به این نام معروف شده است.